# Aljaksandr Kazoelin
Aljaksandr Kazoelin (Wit-Russisch: Аляксандр/Аляксандар Уладзіслававіч Казулін; Russisch: Александр Владиславович Козулин, Aleksandr Kozoelin) (Minsk, 25 november 1955) is een Wit-Russisch politicus.

## Levensloop
Kazoelin studeerde wiskunde en pedagogie en was van 1996 tot 2003 rector van de Wit-Russische Staatsuniversiteit. Van 1998 tot 2001 was hij minister onder president Aleksandr Loekasjenko, maar raakte later uit de gratie bij de president.
Kazoelin is voorzitter van de Sociaaldemocratische Partij van Wit-Rusland (Assemblée) (BSDP) en stelde zich kandidaat voor de presidentsverkiezingen van 2006. Een paar weken voor de presidentsverkiezingen, op 2 maart 2006, werd Kazoelin afgetuigd en opgepakt door de politie toen hij de Algehele Wit-Russische Volksassemblée (een samenkomst van burgers en de elite van Wit-Rusland om vrijelijk te discussiëren) probeerde bij te wonen.
Tijdens de presidentsverkiezingen van 19 maart behaalde zittend president Loekasjenka volgens de officiële uitslag 83% van de stemmen. Kazoelin verwierf 2,3% van de stemmen. Volgens buitenlandse waarnemers waren de verkiezingen niet eerlijk verlopen. Kazoelin nam daarop deel aan de demonstraties van de oppositie en werd op 25 maart 2006 opgepakt en gevangengezet. Irina Kazoelin, de echtgenote van Kazoelin begon daarop een rondreis door Europa en de Verenigde Staten om aandacht te vestigen op de mensenrechtensituatie in Wit-Rusland. Zij begon haar tour in Den Haag. Ze overleed begin 2008 na een lang ziekbed aan kanker; ze heeft haar echtgenoot niet meer mogen zien na zijn arrestatie in 2006.
Kazoelin werd op 13 juli 2006 veroordeeld tot vijfenhalf jaar gevangenisstraf door een rechtbank in Minsk wegens zijn "opruiende" rol bij de betogingen in maart. Op 26 februari 2008 werd hij tijdelijk vrijgelaten uit de gevangenis in Vitebsk om de uitvaart van zijn vrouw te kunnen bijwonen, nadat hij gedreigd had zich dood te hongeren als hij niet werd vrijgelaten. Hij werd op 16 augustus 2008 weer vrijgelaten uit de cel, wellicht omdat het regime de sancties van het westen tegen Wit-Rusland wil verminderen.